# Чухреев, Николай Максимович
Никола́й Макси́мович Чухре́ев (10 октября 1924 — 20 апреля 1990) — советский военнослужащий, участник Великой Отечественной войны, командир отделения 296-го гвардейского стрелкового полка 98-й гвардейской стрелковой дивизии 37-го гвардейского стрелкового корпуса 7-й армии Карельского фронта, гвардии сержант, Герой Советского Союза.

## Биография
Родился 10 октября 1924 года в деревне Денисовка (на территории современного Промышленновского района Кемеровской области) в крестьянской семье. Русский. Член ВКП(б)/КПСС с 1944 года. Окончил 6 классов. Работал в геологоразведочной партии.
В Красную Армию призван в сентябре 1942 года Промышленновским райвоенкоматом Кемеровской области.
В действующей армии с июня 1944 года, когда он в составе 37-го гвардейского стрелкового корпуса, где служил командиром отделения в 296-м гвардейском стрелковом полку 98-й гвардейской стрелковой дивизии, прибыл на Карельский фронт.
Гвардии сержант Чухреев Н. М. был в числе добровольцев-гвардейцев, отобранных командованием для участия в ложной переправе через реку Свирь в районе города Лодейное Поле Ленинградской области. При спуске лодок с чучелами на воду противник открыл по ним сосредоточенный миномётный огонь. Часть лодок была выведена из строя, в том числе и лодка Николая Чухреева. Но гвардеец проявил находчивость и, отыскав поблизости исправную лодку, под градом пуль и осколков направил её к противоположному берегу.
Продвинувшись около ста метров, гвардии сержант Чухреев заметил, как находившаяся несколько в стороне лодка от близкого разрыва вражеской мины перевернулась и пошла ко дну. Надо было оказать помощь товарищу, попавшему в беду. Не считаясь с опасностью, комсомолец Чухреев остановил свою лодку, дождался плывшего к нему гвардии старшего сержанта Елютина В. П. и вместе с ним продолжил выполнять боевое задание.
Умело маневрируя, гвардейцы благополучно достигли правого берега и, укрывшись в разрушенной траншее, изготовились к бою. После высадки на берег штурмовой группы подразделения гвардейцы присоединились к ней, первыми пошли в атаку на врага. Чухреев Н. М. уничтожил вражеского офицера и нескольких солдат.
Указом Президиума Верховного Совета СССР от 21 июля 1944 года за образцовое выполнение боевых заданий командования и проявленные при этом геройство и мужество гвардии сержанту Чухрееву Николаю Максимовичу присвоено звание Героя Советского Союза с вручением ордена Ленина и медали «Золотая Звезда».
После войны Н. М. Чухреев демобилизован. С 1953 года проживал в столице Чувашии — городе Чебоксары. До ухода на заслуженный отдых работал машинистом холодильных установок на маслосырбазе. Умер 20 апреля 1990 года. Похоронен на кладбище «Большие Карачуры» города Чебоксары.

## Награды
Награждён орденами Ленина, Отечественной войны 1-й степени, медалями.